# Кутията на Пандора
„Кутията на Пандора“ е български телевизионен игрален филм (криминална драма) от 1984 година на режисьора Владислав Икономов, по сценарий на Павел Вежинов. Оператор е Крум Крумов. Сценографията и костюмите са на Мария Миронска. Музиката е на Кирил Цибулка.

## Любопитно
- Филмът е 1-вият от поредицата „Издирва се“[1].
- Работно заглавие на поредицата е „Досиетата“.
- Посвещава се на 40-годишнината от създаването на Народната милиция[2].
- Актьорът Светозар Неделчев участва със същото име на героя си, както и във филмите „Бронзовият ключ“ и „На всеки километър“ (Eпизодът „Хищника“).

## Актьорски състав
| В главните роли                    | Изпълнител                                      |
| ---------------------------------- | ----------------------------------------------- |
| Павел Пашанов, бивш адвокат        | Петър Слабаков                                  |
| Асен Бойчинов, помощник на Пашанов | Любен Чаталов                                   |
| инспектор Думанов                  | Светозар Неделчев                               |
| кап. Джеров, заместник на Мурдаров | Вельо Горанов                                   |
| полковник Мурдаров                 | Михаил Михайлов                                 |
| следователка                       | Цветана Манева                                  |
| Нестор Горанов, милиционер         | Павел Поппандов                                 |
| Цветан Миланов, милиционер         | Стефан Мавродиев                                |
| гъбарят Стоил Гатев                | Велико Стоянов                                  |
| Емил Киселов, зъболекар            | Васил Димитров                                  |
| безделникът Кики                   | Венцислав Кисьов                                |
| Ховсепян, бижутер                  | Теодор Юруков (като Тео Юруков)                 |
| касоразбивача Куртев               | Сотир Майноловски                               |
| Гинев                              | Георги Георгиев – Гочето (като Георги Георгиев) |
| Колката                            | Иван Несторов                                   |
|                                    | Васил Банов                                     |
|                                    | Цочо Керкенезов                                 |
| аферистът Пеликанов                | Тодор Колев (не е посочен в надписите на филма) |

и други